# Дружный (Ростовская область)
Дружный — хутор в Кагальницком районе Ростовской области.
Входит в состав Иваново-Шамшевского сельского поселения.

## География

### Улицы
- ул. Буденного,
- ул. Воронежская,
- ул. Комарова,
- ул. Краснодарская,
- ул. Механизаторов,
- ул. Молодёжная,
- ул. Правобережная,
- пер. Ворошилова.

## Население
| 2010 |
| ---- |
| 360  |